# Boletina pallidula
Boletina pallidula är en tvåvingeart som beskrevs av Edwards 1925. Boletina pallidula ingår i släktet Boletina och familjen svampmyggor. Arten är reproducerande i Sverige. Inga underarter finns listade i Catalogue of Life.